# 북부갈색반디쿠트
북부갈색반디쿠트 (Isoodon macrourus)는 오스트레일리아 북부와 동부 해안 지역, 섬 근처, 주로 파푸아뉴기니에서만 발견되는 짧은코반디쿠트의 일종이다. 그러나 내륙에서 발견되기도 한다.